# Theories
Theories ist eine US-amerikanische Deathgrind-Band aus Seattle, Washington, die im Jahr 2011 gegründet wurde.

## Geschichte
Die Band wurde im Jahr 2011 gegründet und besteht aus dem Sänger Rick Powell, dem Gitarristen Lee McGlothlen, dem Bassisten Kush Karimi und dem Schlagzeuger Joe Axler. Bereits im selben Jahr erschien eine erste EP. Der Veröffentlichung folgten Auftritte in den USA, mit Konzerten auf dem Maryland Death Fest, dem Chaos in Tejas und dem Southwest Terror Fest. Zudem ging es mit Cattle Decapitation auf Tournee. Im Jahr 2014 erreichte die Band einen Vertrag bei Metal Blade Records. Ihr Debütalbum Regression nahm die Gruppe in The Red Room und The Boiler Room mit dem Produzenten Derek Moree auf. Abgemischt und gemastert wurde das Liedmaterial von Scott Hull, der bei Visceral Sound tätig ist. Das Album erschien im Jahr 2015.

## Stil
Peter Schmidt vom Nuclear Blast Magazin ordnete die Musik auf Regression dem Grindcore zu. Der Gesang sei nervenzerfetzend, denn es werde gekreischt oder gegrunzt. In den sozialkritischen Texten kritisiere die Band „den Untergang und Werteverlust der eigenen Gesellschaft“. Zudem setze die Band auch gelegentlich Breaks ein. Schmidt empfahl die Musik Fans von Cattle Decapitation, Misery Index und Rotten Sound. Auch Daniel Laich von stormbringer.at ordnete in seiner Rezension zum Album die Band dem Grindcore zu, wobei man auch auf „genretypischen, zermalmenden Bass“ setze. Die Texte würden „düstere Zukunftsvisionen vom Zerfall der Staatsstrukturen, Bürgerkrieg und Degeneration der Menschlichkeit“ behandeln. Der Gesang sei jedoch guttural und unverständlich. Hinter schnellen Blastbeats verstecke die Gruppe melodische E-Gitarren. Laut BWLinz von Vampster spielt die Band eine Mischung aus Grindcore und Death Metal. Die Gruppe verarbeite Melodien aus dem Death Metal mit den sozialkritischen Texten und Blastbeats des Grindcore. Auf dem Album könne man Parallelen zu Bands wie Misery Index, Cattle Decapitation und Pig Destroyer heraushören.

## Diskografie
- 2015: Regression (Album, Metal Blade Records)